# Értékelemzés
Az értékelemzés a termék, illetve a szolgáltatás értékességét növelő döntés-előkészítő módszer, amelynek alkalmazása során a termék, illetve a szolgáltatás funkciójának és előállítási vagy beszerzési költségeinek viszonyát kell vizsgálni.
Az értékelemzést, mint döntés-előkészítő módszert klasszikusan a gyártmányok fejlesztésénél alkalmazták, de évtizedek alatt egyre szélesebb körben került alkalmazásra.
E technikát komplex és nyílt problémák megoldására dolgozták ki. Középpontjában a funkcionális gondolkodás áll. A fejlesztő team a funkciókra keresi meg a projekt minőségben és költségben gyenge pontjait, majd ezek éppen szükséges mértékű, tehát megfelelő minőségű megoldásaira tervezik meg a legkisebb költségű megoldásokat. A cél az, hogy például a beruházási tervek ne tartalmazzanak felesleges műszaki megoldásokat, költségeket ugyanakkor az igényeket maradéktalanul kielégítsék. Nagyon leegyszerűsítve a szemléletmódot, az alkalmazás lényege: „Kiadnám-e ezen a módon a saját pénzemet?”

## A módszer alkalmazása a nagyvilágban
A módszer több mint 60 éve ismert. Megbízhatóságát jól mutatja, hogy az Amerikai Egyesült Államokban a közpénzek elköltésénél – meghatározott értékhatár, általában 2 millió amerikai dollár felett – a közbeszerzési szabályzat (törvény) kötelezi a minisztériumokat, az állami hivatalokat, az ügynökségeket, az önkormányzatokat a módszer alkalmazására. Az elért eredményekről évenként beszámoló készül a Kongresszus számára.
Az Amerikai Védelmi Minisztérium (DoD) 1983-2003 között több mint 25 Mrd USD-t takarított meg az értékelemzés alkalmazásával. A módszer bizonyított eredményessége miatt a szervezet hivatalos állásfoglalása szerint fontos folytatni az értékelemzési programot.
2010-ben az amerikai közlekedési hivatalok több mint 1,9 Mrd dollárt takarítottak meg az értékelemzés alkalmazásával. És mindezt átlagosan 146-szoros megtérüléssel. (http://www.fhwa.dot.gov/ve/2010/)
Az értékelemzést nagyon sok mindenre alkalmazzák, az F-28-as vadászrepülőgéptől a Boeing-ig, a repülőterektől az autókig (ideértve az Astra-t, vagy akár a Rolls-Royce-ot is.), a számítógépes szoftverektől az élenjáró híradástechnikai termékekig, a mobiltelefonoktól az olimpia megrendezéséig, vagy pápalátogatásig, szinte mindenre.
Nem csak Amerikában terjedt el ilyen mértékben az értékelemzés, hanem az egész világon. Kínától az Egyesült Arab Emirátusig, Dél-Koreától Hongkongig, Japántól Brazíliáig, széles körben alkalmazzák. (A Japán Értékelemzési Társaságnak 24.000 tagja van.) És persze Európában is már meghonosodott az eljárás. E földrészen - becslések szerint - mintegy 50.000 értékelemzést hajtanak végre évente. A londoni metró vállalatnál (London Underground Ltd.) évente mintegy 150-180-at. Az angol hadiiparban az 1 millió fontot meghaladó projekteknél kötelező az alkalmazása.
De persze említhetnénk a Mercedes-t, a francia Ariane rakétát, az Airbus-t, vagy akár a német közigazgatás egészét is.

## A módszer alkalmazása Magyarországon
Magyarországon 1968-ban végezték el az első értékelemzést. Itthon is vannak olyan szervezetek, ahol már rendszeresen alkalmazzák (például a Paksi Atomerőmű Zrt., a Nemzeti Fejlesztési Ügynökség, a Nemzeti Infrastruktúra Fejlesztő Zrt., a Magyar Nemzeti Bank, a KÉSZ HOLDING).
Útépítési beruházási tervek felülvizsgálatánál az 1999 és 2015 között 104 befejezett értékelemzési munka során az 1.550 Mrd Ft-nyi becsült bruttó bekerülési költségből az összes kimutatott megtakarítás megközelítette a 256 Mrd Ft-ot, a többlettartalom (a minőség emelése) miatti többlet ráfordítás pedig 25 Mrd Ft-ot.
A nemzetközi értékelemzési életet a SAVE (Society of American Value Engineers) International (www.value-eng.org), a hazait 1991 óta a Magyar Értékelemzők Társasága fogja össze.